# The Little Killers
I The Little Killers sono un gruppo Punk rock statunitense formatosi nel 2001 a New York.

## Storia del gruppo
Suonavano punk rock e garage rock e si ispiravano ad artisti come Chuck Berry, New York Dolls, e Johnny Burnette's Rock & Roll Trio. La formazione comprendeva il cantante e chitarrista Andy Maltz, la sezione ritmica era affidata a Sara Nelson (basso e cori) e Kari Boden (batteria e cori).
Dopo la firma con la Crypt Records, i The Little Killers pubblicarono il loro album di debutto nel settembre del 2003 e diventò un successo nei circoli punk garage di New York.
Nel 2006 pubblicarono il loro secondo ed ultimo album, intitolato A Real Good One, sotto l'etichetta Gern Blandsten Records.
Nel 2007 intrapresero un tour impegnativo negli Stati Uniti, in Europa e in Australia e in seguito si sciolsero.

## Formazione
- Andy Maltz - chitarra
- Sara Nelson - basso e cori
- Kari Boden - batteria e cori

## Discografia
- The Little Killers (2003)
- A Real Good One (2006)